# کارلوس کوئینتانا (بازیکن فوتبال)
کارلوس کوئینتانا (انگلیسی: Carlos Quintana؛ زادهٔ ۱۱ فوریهٔ ۱۹۸۸) بازیکن فوتبال اهل آرژانتین است.
از باشگاه‌هایی که در آن بازی کرده‌است می‌توان به باشگاه فوتبال اتلتیکو هوراکان و باشگاه فوتبال لانوس اشاره کرد.